# Spider-Man: The Dragon's Challenge
Spider-Man: The Dragon’s Challenge (Homem-Aranha: O Desafio do Dragão em português) é um filme americano live-action feito para a televisão do gênero super-herói que teve um lançamento teatral no exterior, um composto do episódio de 1979 de dois lados "The Chinese Web" da série de televisão contemporânea The Amazing Spider-Man, lançada, nos cinemas em 9 de Maio de 1981. Foi dirigido por Ron Satlof, escrito por Lionel E. Siegel e estrelas Nicholas Hammond como o personagem titular, Rosalind Chao, Robert F. Simon, Benson Fong, e Ellen Bry. É o quarto filme da série de filmes Homem-Aranha.

## Elenco
- Nicholas Hammond – Spider-Man / Peter Parker
- Robert F. Simon – J. Jonah Jameson
- Rosalind Chao – Emily Chan
- Benson Fong – Min Lo Chan
- Richard Erdman – Zeider
- Ellen Bry – Julie Masters
- Chip Fields – Rita Conway
- John Milford – Professor Dent
- Hagan Beggs – Clyde Evans
- George Cheung – Doctor Pai
- Ted Danson – Major Collings
- Myron Healey – Lieutenant Olson
- Anthony Charnota – Quinn
- Tony Clark – Joe